# Flatford
Flatford – osada w Anglii, w hrabstwie Suffolk, w dystrykcie Babergh. Leży 15 km na południowy zachód od miasta Ipswich i 94 km na północny wschód od Londynu.